# 1-й уланский полк 5-й дивизии польских стрелков

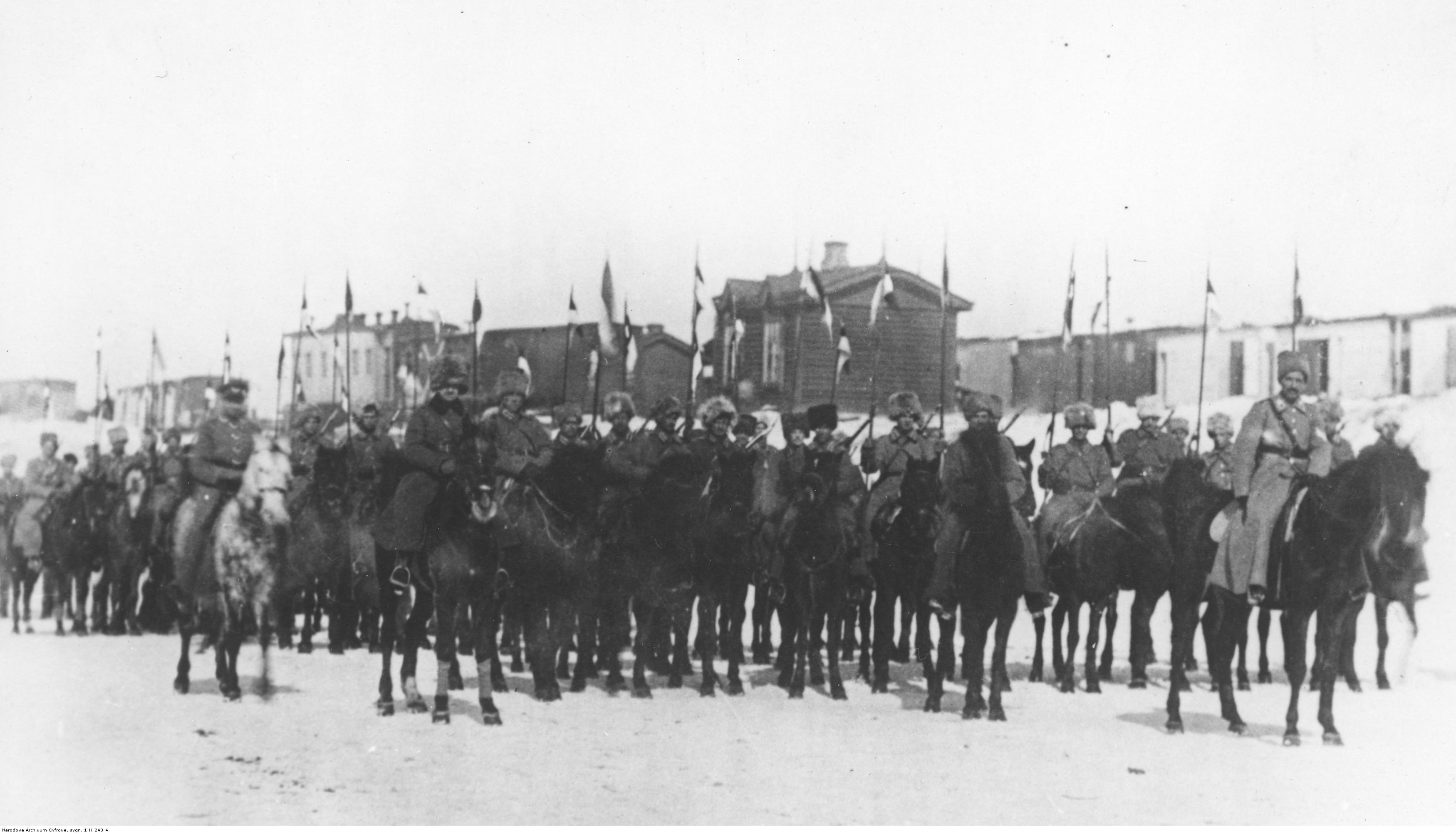
1-й эскадрон 1-го полка уланов. Новониколаевск, 1919 год

1-й ула́нский полк 5-й диви́зии по́льских стрелко́в (пол. 1 Pułk Ułanów 5 dywizje Strzelców Polskich) — польский кавалерийский полк, входил в состав 5-й дивизии польских стрелков под командованием полковника Казимира Румши и воевал на стороне Русской армии адмирала А. В. Колчака против большевиков.

## История
Полк сформирован в декабре 1918 из добровольцев польского происхождения, находившихся в Сибири. С 1919 года перешёл в состав 5-й дивизии польских стрелков. Полк принимал активное участие в боях на участке Транссибирской магистрали от Новониколаевска до станции Клюквенная. С декабря 1919 года эскадроны 1-го уланского полка отправились в арьергард 5-й дивизии польских стрелков в составе отрядов Юзефа Веробея и Эмиля Вернера, сражались с большевиками на станциях Тутальская, Литвиново и Тайга.
В конце января 1920 года 5-я дивизия польских стрелков капитулировала на станции Клюквенная, и 1-й полк уланов перестал существовать. Большинство личного состава попало в плен к большевикам, но командир полковник Конрад Пекарский и заместитель командира Анатол Езерский поддержали решение командира дивизии полковника Казимира Румши и, отказавшись сложить оружие, добрались до Харбина, откуда направились в порт города Далянь, погрузились на судно «Ярославль» и отправились в Польшу.

## Организация и командный состав
Численный состав по состоянию на 30 апреля 1919 года: 26 офицеров, 4 врача, 2 чиновника, 66 унтер-офицеров, 450 рядовых. 4 эскадрона по 150 сабель в каждом.
- командир полка — полковник Конрад Пекарский[7][8][4].
- заместитель командира — майор Анатол Езерский[8][4].
- командир взвода — поручик Ян Квятковский (попал в плен, бежал и вернулся в Польшу 17 мая 1920 г.)[9]
- командир взвода — поручик Станислав Гонера (попал в плен, бежал и вернулся в Польшу 21 сентября 1920 г.)[9]
- командир взвода — подпоручик Александр Прохницкий (попал в плен, бежал и вернулся в Польшу 18 декабря 1920 г.)[10]
- командир взвода — подпоручик Ян Ходовецкий (попал в плен, бежал и вернулся в Польшу 18 декабря 1920 г.)[10]
- полковой врач — капитан Владислав Голавский (попал в плен, бежал и вернулся в Польшу 15 октября 1920 г.)[11]